# Nicéphore (César)
Pour les articles homonymes, voir Nicéphore.
Nicéphore ou Niképhoros (en grec Νικηφόρος) est un fils de l'empereur byzantin Constantin V (r. 741-775). Ce César complote contre son demi-frère Léon IV (r. 775-780), ce qui lui coûte son titre, et tente d'usurper le trône sous les règnes de son neveu, Constantin VI (r. 780-797), et de la mère de celui-ci, Irène (r. 797–802). Aveuglé et exilé dans un monastère, il meurt sur l'île d'Aphousia peu après 812.

## Biographie

### Jeunesse et premières conspirations

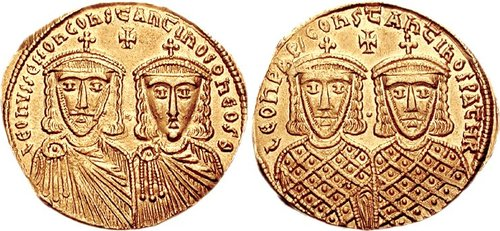
Solidus d'or de Léon IV ; à gauche, Léon IV et Constantin VI, et à droite et Constantin V.

Nicéphore naît vers 756/758 et est le fils de l'empereur Constantin V et de sa troisième épouse, Eudoxie. Il est le troisième fils de Constantin, suivant Léon, né en 750, et Christophore, né vers 755 ; ce dernier ou Nicéphore est le jumeau de la seule fille de leurs parents, Anthousa,. Le 1er avril 769, Eudoxie est couronnée Augusta, et Christophore et Nicéphore obtiennent le titre de Caesar, tandis que leur frère cadet est fait nobilissimos,. Les deux autres frères cadets de Nicéphore, Anthime et Eudokimos, obtiennent également ce dernier titre ultérieurement.
À la mort de Constantin V en 775, Léon montre sur le trône en tant que Léon IV. Il s'aliène rapidement ses demi-frères lorsqu'il confisque une grande quantité d'or qui leur était réservée, pour la distribuer en donativum à l'armée et aux habitants de Constantinople. Au printemps 776, une conspiration menée par Nicéphore et impliquant une série de courtisans de moyen rang est découverte ; Nicéphore y perd son titre, tandis que les autres conspirateurs sont tonsurés et exilés à Chersonèse,.
Quand Léon meurt à son tour en octobre 780, son seul héritier, le jeune Constantin VI, monte sur le trône ; néanmoins, étant mineur, une régence est instituée sous l'autorité de sa mère, Irène l'Athénienne, ce qui est mal reçu par les principaux personnages du régime : être dirigé par une femme est complètement inhabituel pour ces cercles dominés par les militaires, mais en outre, Irène est une iconodoule confirmée, une hérésie au vu de l'iconoclasme alors en vigueur, qui est particulièrement populaire dans l'armée et chez les officiels fidèles à la mémoire de Constantin V,. Plusieurs d'entre eux, dont le logothète du drome Grégoire, l'ex-stratège des Anatoliques Bardas et le domestique des Excubites Constantin, projettent de placer Nicéphore sur le trône, mais un mois et demi à peine après la mort de Léon, le complot est découvert. Irène fait exiler les conspirateurs, et Nicéphore et ses frères cadets sont ordonnés prêtres, ce qui les retire de la ligne de succession. Afin de rendre ce fait connu de tous, ils sont forcés de donner la communion à Noël 780 à Sainte-Sophie,,,.
Ils disparaissent ensuite des sources jusqu'en 792, lorsque le retour au pouvoir d'Irène (déposée lors d'une révolte militaire en 790) et la désastreuse défaite de Constantin VI à Marcellai contre les Bulgares provoquent un large mécontentement parmi les troupes. Une partie des tagmata proclame alors Nicéphore empereur, mais Constantin réagit rapidement et fait arrêter ses oncles : Nicéphore est aveuglé, ses frères ont la langue coupée, et ils sont tous emprisonnés dans un monastère à Thérapia,,.

### Après 792

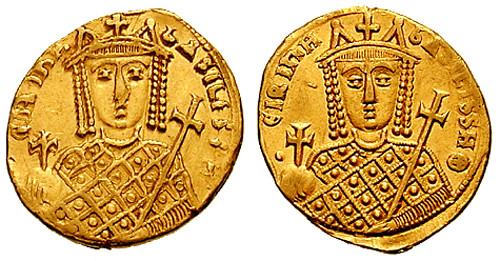
Solidus d'or d'Irène.

Le nom de Nicéphore n'est plus mentionné après 792, mais il est fait référence aux frères de manière collective ; on peut donc se demander s'il faut l'inclure dans les événements qui suivent, mais on considère traditionnellement qu'il partage le sort de ses frères et qu'il meurt après 812.
Après la déposition de son fils par Irène en 797, les frères reçoivent dans leur monastère la visite de partisans, qui les persuadent de se réfugier à Sainte-Sophie ; mais s'ils espèrent que la population de la capitale va se rallier à l'un d'entre eux, leurs espoirs sont réduits à néant : aucun soulèvement en leur faveur ne se matérialise, et le fidèle conseiller eunuque d'Irène, Aétios, parvient à les faire sortir et les exile à Athènes,,.
Ils y font de nouveau l'objet d'une conspiration : en mars 799, un certain Akamèros (en), « archonte des Slaves de Belzetia » en Thessalie méridionale, aidé de troupes locales du thème de l'Hellas (dont relève Athènes), projette de proclamer l'un d'entre eux empereur. Le complot échoue, et les frères sont transférés à Panormos sur la mer de Marmara, où ils sont aveuglés,.
Les frères sont mentionnés pour la dernière fois en 812, lorsqu'un groupe de soldats mécontents tente de les proclamer empereurs au lendemain de la prise de Develtos par les Bulgares. L'empereur Michel Ier Rhangabé (r. 811-813) se défait promptement des soldats impliqués et envoie les frères sur Aphousia, où ils meurent par après,.